# Czas patriotów (powieść)
Czas patriotów (tytuł oryginalny Patriot Games) – sensacyjna powieść amerykańskiego pisarza Toma Clancy’ego. Jest to druga część cyklu o Jacku Ryanie, chociaż ukazała się przed częścią pierwszą (Bez skrupułów). W Polsce wydała ją oficyna GiG w 1992 r., w tłumaczeniu Agnieszki Łukomskiej i Mariusza Paska.

## Opis fabuły
Jack Ryan to wykładowca historii w Annapolis, bazie marynarki Stanów Zjednoczonych. Podczas pobytu z rodziną w Londynie Jack jest świadkiem zamachu zorganizowanego przez irlandzką organizację ULA (Armię Wyzwolenia Ulsteru) na jadących samochodem członków rodziny królewskiej. Ryan nie jest wyłącznie świadkiem biernym – udziela zaatakowanym pomocy, i mimo postrzału ratuje on książęcą parę, czym ściąga na siebie wyrok ULA.

## Ekranizacje
- Zekranizowana w 1992 r. z Harrisonem Fordem w roli Jacka Ryana.